# M/Y Wiking XI
Wiking XI är en motorseglare från 1929, som ritades av Carl Gustaf Pettersson och byggdes på Fisksätra varv i Saltsjöbaden för C.G. Pettersson själv.
Wiking XI är kravellbyggd på järn- och ekspant. Skrovet är byggt i hondurasmahogny. Den var tänkt att användas för en diskuterad expedition för Statens meteorologisk-hydrografiska anstalt i Nordatlanten i en båge Tromsö – Grönland – USA, och byggdes därför extra kraftig med en bordläggning av 35 millimeter ek. Det blev den sista båt som C.G. Pettersson konstruerade för eget bruk.
Wiking XI har stormast och mesanmast och en segel area på 24 kvadratmeter. I kölen monterades 500 kg bly.

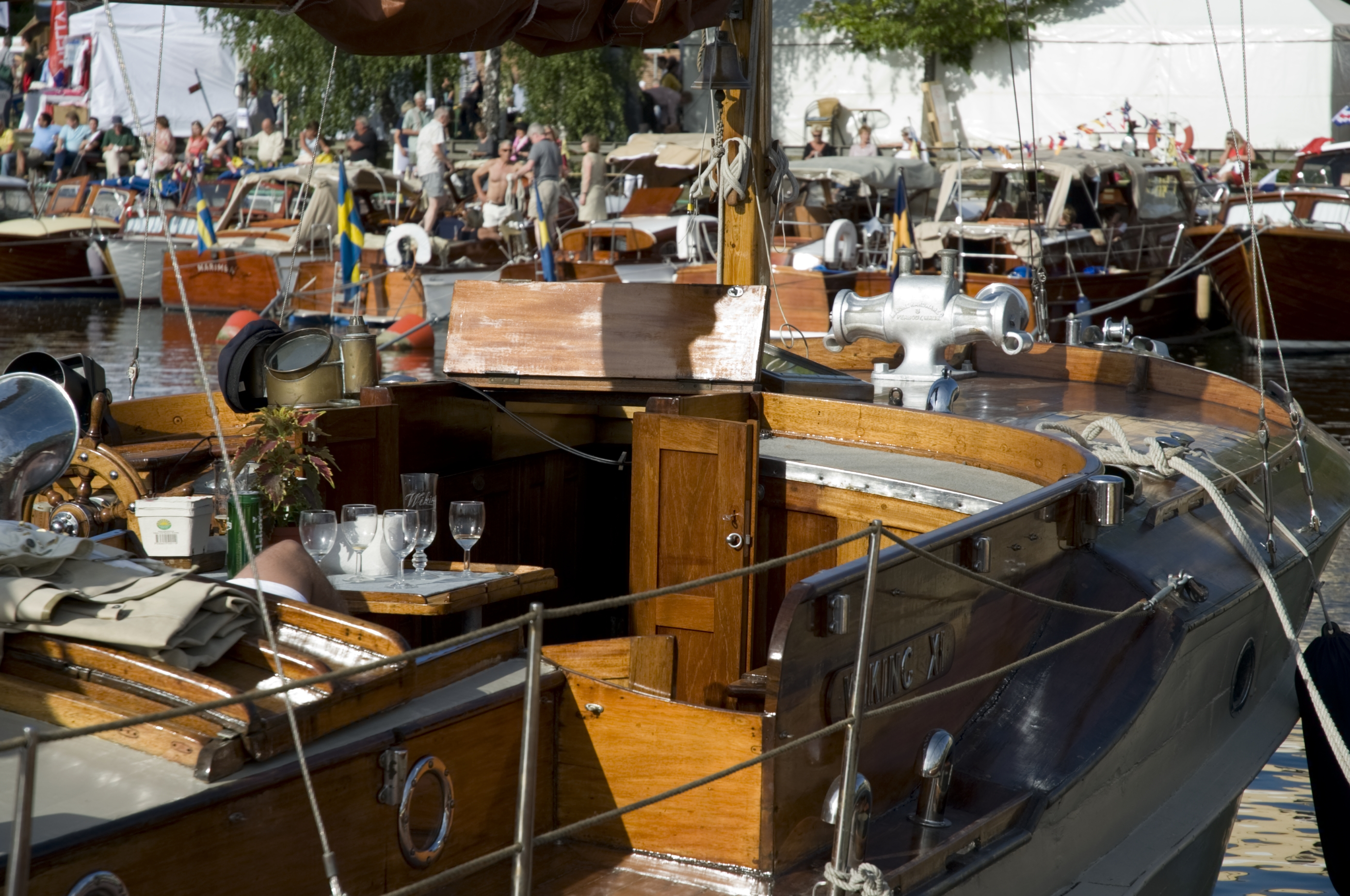
Sittbrunnen på Wiking XI vid en veteransbåtsträff i Vasahamnen, Galärvarvet.